# Palazzo D'Ambrosio
Il Palazzo D'Ambrosio fu il primo edificio in cemento armato ed antisismico a Salerno. Era soprannominato spesso col termine "Palazzo della SITA".

## Storia

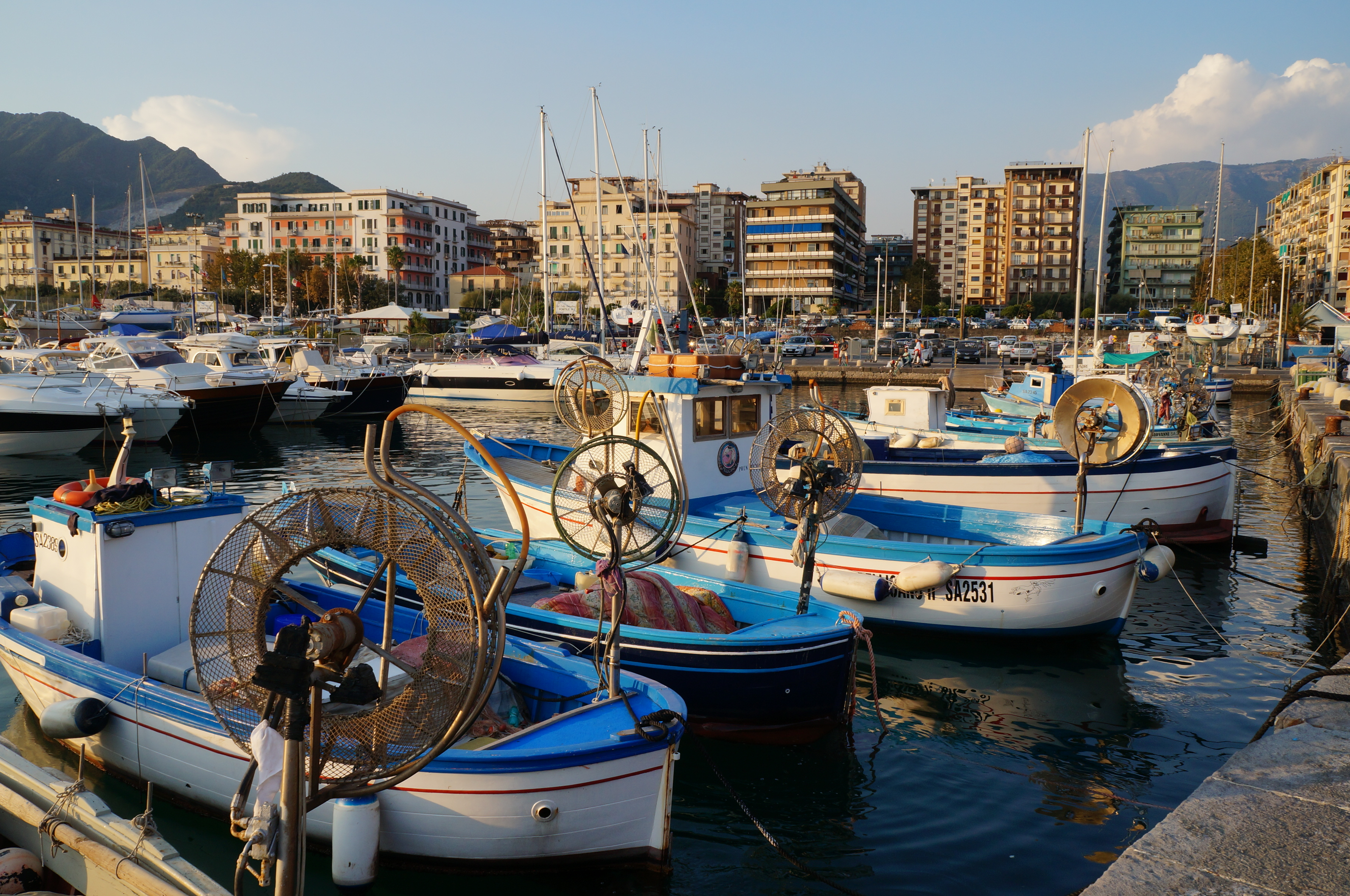
Il Palazzo D'Ambrosio visto dal Porto Masuccio è il primo a sinistra in arancione e bianco

Il palazzo fu costruito dopo la prima guerra mondiale (tra il 1920 ed il 1924), con capitale principalmente dell'allora sindaco di Campagna, Carlino D'Ambrosio, dal quale prende il nome.  Durante la seconda guerra mondiale il podestà D'Ambrosio vi fece rifugiare alcuni ebrei fuggiti dal campo di internamento di Campagna. Durante lo sbarco alleato nel settembre 1943, il palazzo ha subito alcuni danni, che furono riparati completamente nei primi anni 1950, anche se andò persa la decorazione della facciata nell'ultimo piano. 
Dal 1960 vi abitò Pompeo D'Ambrosio (nipote del podestà Carlino D'ambrosio), facendo diverse migliorie al palazzo.
Il palazzo si affaccia sul Lungomare Trieste e dal lato contrario sul Corso Garibaldi (a poca distanza dal Palazzo di Giustizia), per cui gode di una posizione privilegiata nel centro cittadino. Per questa posizione fu scelto negli anni 1930 come sede per gli autobus della SITA (la principale azienda di trasporto passeggeri in Campania). Inoltre il Palazzo D'Ambrosio veniva comunemente chiamato "Palazzo della SITA" dalla maggioranza dei cittadini salernitani che ne usavano il terminale autobus situato al pianterreno.  Negli anni 1990 l'autostazione SITA fu trasferita e da allora il palazzo ospitò la succursale principale di un banco nazionale.
Nel Palazzo D'Ambrosio vi aveva sede, dal 1953 al 1961, il settore "rifornimento macchine da corsa" del circuito automobilistico di Salerno, una gara da corsa cittadina di Formula 2 che è durata quasi un decennio, sul modello di quella del Principato di Monaco.

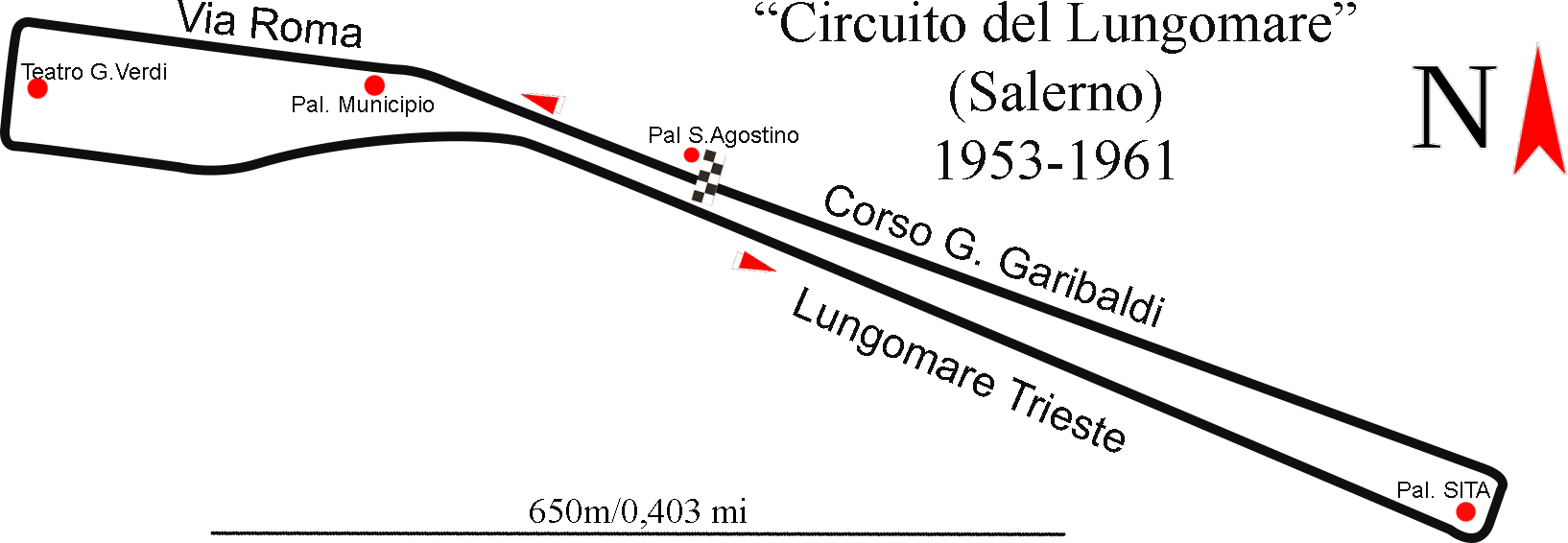
Il Palazzo D'Ambrosio- detto anche "Palazzo SITA"- era la boa meridionale del Circuito automobilistico di Salerno

## Descrizione

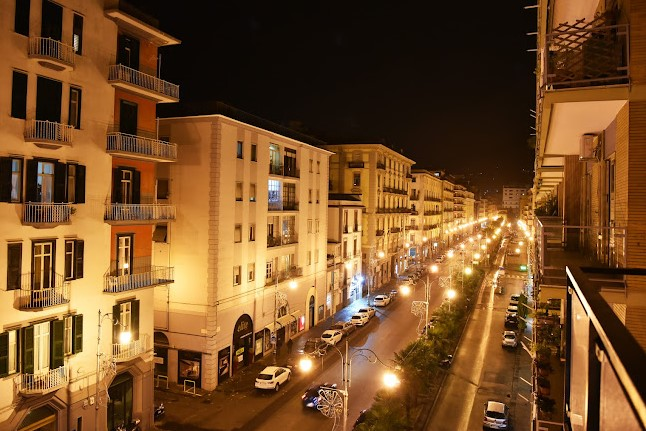
Il Palazzo D'Ambrosio si affaccia anche sul Corso Garibaldi (e' il primo a sinistra nella foto notturna)

L'edificio si innalza quasi di fronte al porticciolo turistico "Masuccio salernitano" e si compone di quattro settori con cinque piani ognuno, intorno ad un'area comune (coperta dalla SITA privatamente negli ultimi anni quaranta). Il tetto ha balconate ampie, progettate come possibili "solarium". Fu anche il primo edificio salernitano ad avere ascensori centrali (installati negli anni 1930), ognuno nei suoi quattro settori.
Quando si ebbe il forte terremoto nel 1980, il palazzo fu tra i pochi edifici nel centro di Salerno a non subire alcun danno strutturale per via delle sue protezioni antisismiche.